# Walter Rheiner

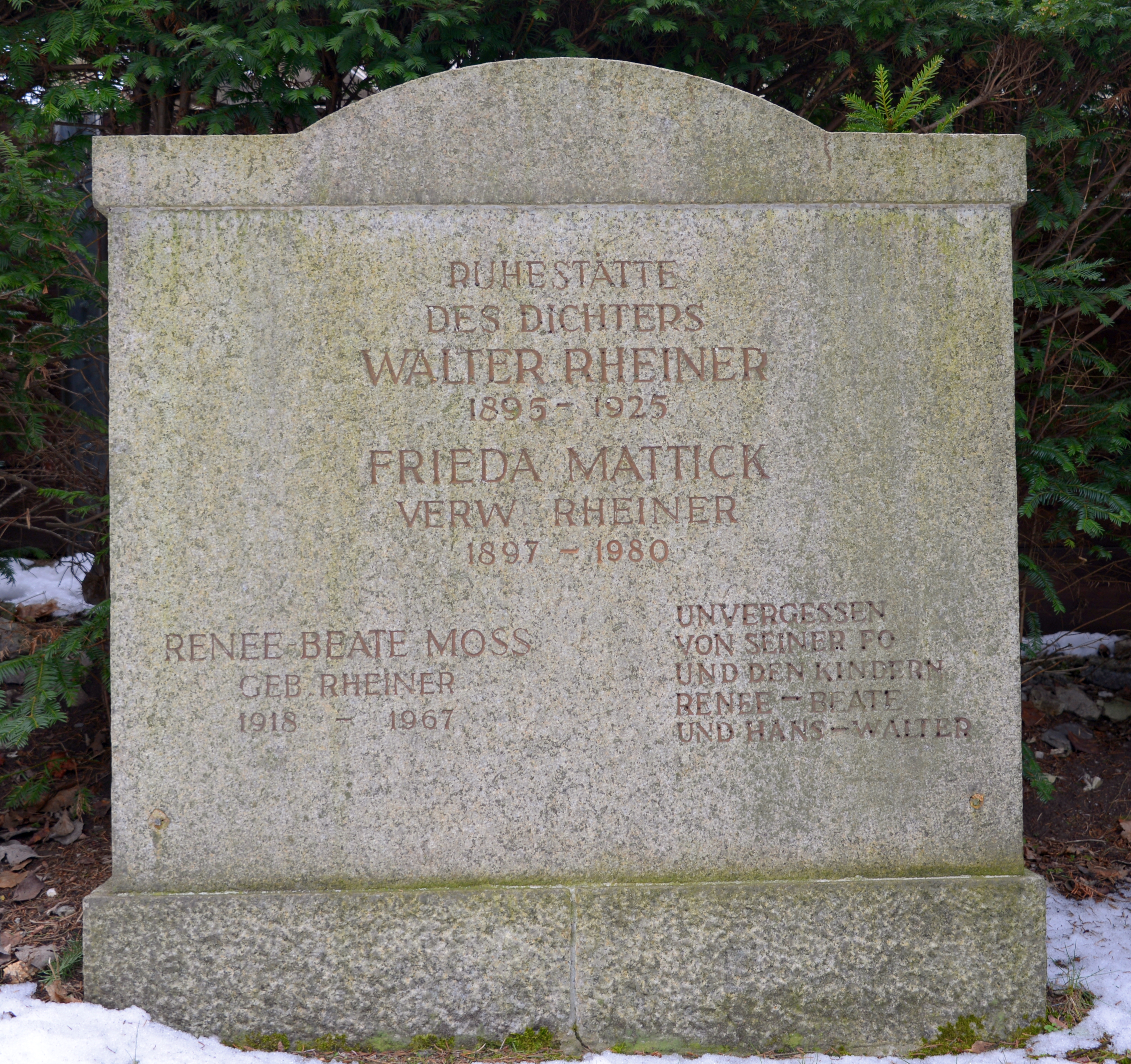
Tomba del poeta i novel·lista Walter Rheiner al Cementiri Memorial Kaiser Guillem berlinès.

Walter Rheiner (18 de març de 1895 – 12 de juny de 1925) nascut amb el nom de Walter Heinrich Schnorrenberg a la ciutat de Colònia d'Alemanya i mort al districte de Charlottenburg de Berlín, va ser un poeta i escriptor associat amb els àmbits expressionista i postexpressionista del seu país, part de l'anomenat Grup de 1917.

## Biografia
Rheiner nasqué a la ciutat de Colònia, fill d'Ernestine Schnorrenberg. Walter es va casar amb Amalie Friederike Schnorrenberg, que anomenava afectuosament «Fo». La parella es va divorciar l'any 1925. Walter va publicar poemes i obres en prosa durant tota la seva vida. La seva obra va ser comparada a contemporanis seus com ara Georg Trakl o Franz Kafka. La temporada més productiva de Walter Rheiner, si més no, fou la que abasta els anys de 1916 a 1920. Durant els darrers anys de la seva vida, a poc a poc va escriure menys, en part per mor de factors personals com la pobresa i la seva addicció a les drogues. Durant la Primera Guerra Mundial li va tocar lluitar al Front Oriental. Es va relacionar al Romanisches Café de Berlín amb autors com ara Theodor Däubler, Salomo Friedlaender, Claire i Iwan Goll, Walter Haselclever, Else Lasker-Schüler, Oskar Loerke, Ludwig Meiner o René Schickeler. Una de les seves coneixences que facilitaren més la seva producció artística va ser el pintor expressionista alemany Conrad Felixmüller, que li va permetre de publicar en editorials mitjançant les seves connexions culturals. Felixmüller, aíxí mateix, va il·lustrar la novel·la curta de Rheiner. Després de la mort de l'escriptor, Felixmüller va retre homenatge al seu amic amb un famós retrat, Der Tod des Dichters Walter Rheiner («La mort del poeta Walter Rheiner»).

### Drogues
Sovint es recorda Rheiner com una figura tràgica pel seus freqüent abús de substàncies, que va palesar en obres literàries com la seva novel·la breu Kokain («cocaïna»). L'autor va escriure Kokain l'estiu de 1918 i pot ésser considerat un exemple típic dels temes autobiogràfics que feia servir Rheiner. La seva addicció a aquesta droga data de 1915. També feia molt ús de la morfina, substància que el digué a la mort l'any 1925.

## Obres publicades
- Kokain, novel·la breu, 1918.
- Das tönende Herz, recull de poemes, 1918.
- Insel der Seligen. Ein Abendlied, recull de poemes, 1918.
- Das schmerzliche Meer, recull de poemes, 1918.
- Der inbrünstige Musikant, recull de poemes, 1918.
- Der bunte Tag, recull de poemes, 1919
- Das Fo-Buch, recull de poemes, 1921.

## Literatura secundària
- Grimm, Michael (ed.): Walter Rheiner: KOKAIN. Tatto Verlag /TAIPAN CLASSIC, Wien 2008, ISBN 978-3-9502549-0-7 (Obres completes)
- Millington, Richard H. (2012). Snow from Broken Eyes: Cocaine in the Lives and Works of Three Expressionist Poets. Peter Lang. ISBN 9783034310697.
- Osdrowki, Bo i Riebe, Tom (ed.): Walter Rheiner. Versensporn – Heft für lyrische Reize Nr. 1, Edition POESIE SCHMECKT GUT, Jena 2011.
- Schumann, Thomas B.: Einer der literarischen Nomaden Berlins. dins: Ders.: Asphaltliteratur. Berlin 1983, S. 167–168, ISBN 3882201525
- Schütz, Hans J.: Walter Rheiner. dins: Ders.: Ein deutscher Dichter bin ich einst gewesen. April 1997, S. 227–231, ISBN 3406333087
- Edition Apollon (ed.): Walter Rheiner – Kokain, Biographie, Lyrik, Prosa, Briefe (Hörbuch), Königs Wusterhausen 2010, ISBN 978-3-941940-03-1